# Crimen en Malasia

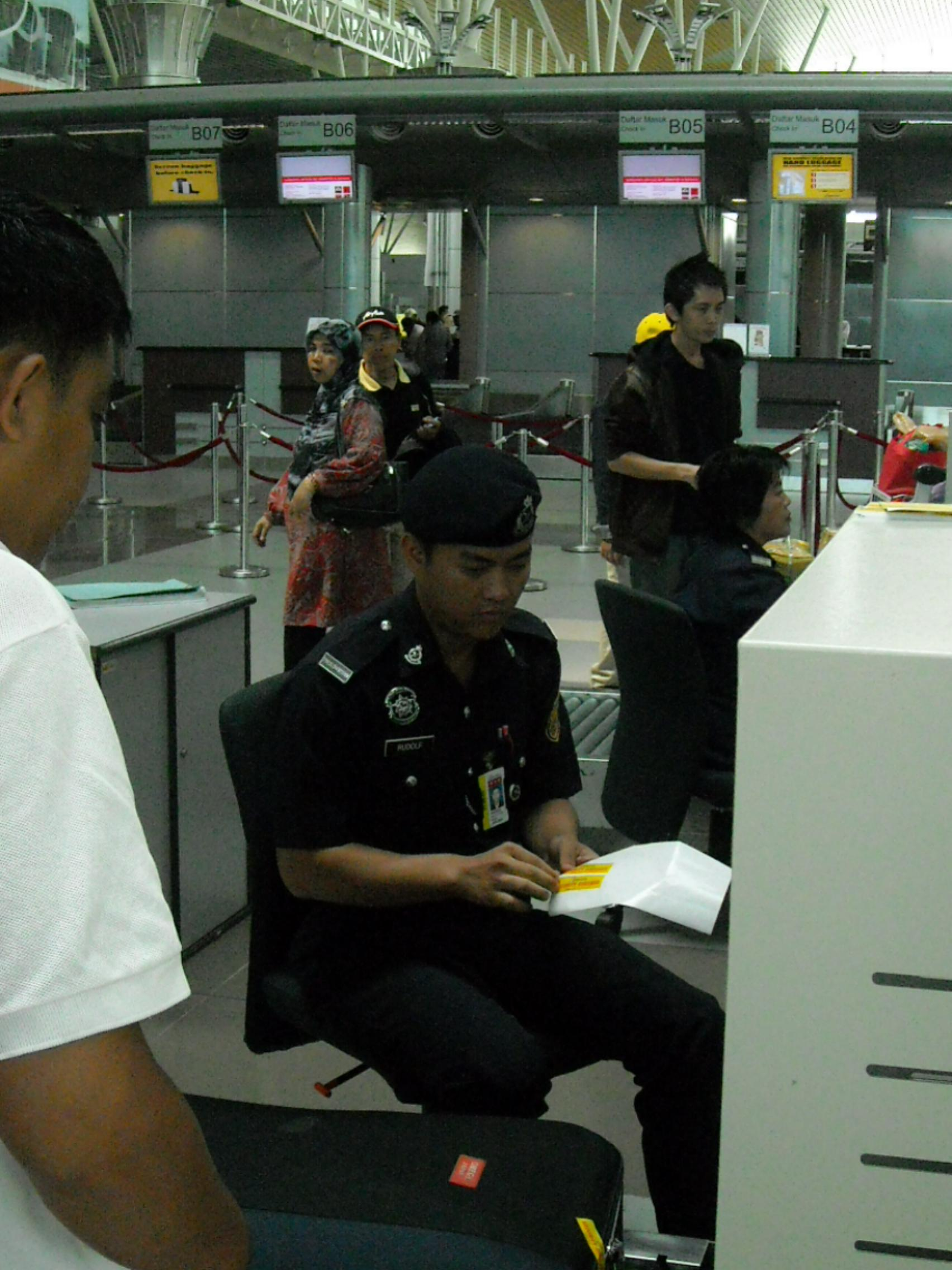
Real Policía de Malasia - Policía del aeropuerto

El crimen en Malasia se manifiesta en varias formas, incluyendo asesinato, impulsión por asesinato, tráfico de drogas, lavado de dinero, fraude, comercialización negra y muchas otras. El tráfico sexual en Malasia es un problema importante.
La tasa de delincuencia en Malasia mostró una disminución del 11,9% en 2018 en comparación con el año anterior. Sin embargo, la percepción pública del delito no mejoró.
Según la Policía Real de Malasia en 2014, las ciudades y pueblos con el mayor número de casos penales (en orden descendente) fueron Petaling Jaya, Johor Bahru, Bukit Mertajam, Ipoh y Kuantan.

## Trata de personas
Malasia es un punto de destino, suministro y tránsito de mujeres y niños víctimas de trata con fines de explotación sexual comercial. Mujeres y niñas de Birmania, Camboya, China, Indonesia, Filipinas, Tailandia y Vietnam son traficadas a Malasia. Malasia es un país de tránsito junto con Indonesia, Filipinas y Tailandia en la trata de personas de China. Las mujeres de Malasia son objeto de trata hacia la República Popular de China . Los migrantes de países de la región trabajan como sirvientes domésticos y jornaleros en los sectores de la construcción y la agricultura y enfrentan condiciones de explotación.
Entre 2005 y septiembre de 2009, más de 36.858 mujeres fueron arrestadas por prostitución en Malasia .

## El tráfico de drogas
El tráfico de drogas es un problema, siendo la heroína la droga que más se consume. La pena máxima por tráfico de drogas es hasta la muerte, una medida que se introdujo durante la década de 1980 para combatir los delitos relacionados con las drogas y que se puso de relieve tras la ejecución en 1986 de Kevin John Barlow y Brian Geoffrey Chambers .

## Crimen contra los turistas
Los delitos violentos contra turistas extranjeros son menos frecuentes en Malasia; sin embargo, los carteristas y los robos son actividades delictivas comunes dirigidas contra los extranjeros. Otros tipos de delitos no violentos incluyen el fraude con tarjetas de crédito y el robo de vehículos motorizados ; existe una alta tasa de fraude con tarjetas de crédito. Las estafas son un problema en Kuala Lumpur que involucran juegos de cartas y compra de joyas de oro.

## Corrupción
La corrupción en Malasia existe, pero es menos común que en muchos otros países del sudeste asiático . En el Índice de Percepción de la Corrupción de 2014 de Transparencia Internacional Malasia obtuvo un puntaje de corrupción de 52 sobre 100 (los puntajes altos son menos corruptos); esto convierte a Malasia en el segundo país menos corrupto del sudeste asiático, el noveno de 28 en APAC y el 50 de los 175 países evaluados en todo el mundo.
En el Índice de Percepción de la Corrupción de 2015 de Transparencia Internacional, Malasia obtuvo un puntaje de corrupción de 50 sobre 100; Malasia ocupó el puesto 54 en todo el mundo y el segundo en el sudeste asiático, con Singapur (primero en el sudeste asiático, octavo en todo el mundo), Tailandia (tercero en el sudeste asiático, 76.º en todo el mundo), Indonesia (cuarto en el sudeste asiático, 88 en todo el mundo), Filipinas (quinto en el sudeste asiático, Asia, 95 en todo el mundo) y Vietnam (6 en el sudeste asiático, 112 en todo el mundo)
Transparencia Internacional enumera los principales desafíos de corrupción de Malasia como:
1. Financiamiento político y de campañas: las donaciones de corporaciones e individuos a partidos políticos y candidatos no están limitadas en Malasia. Los partidos políticos tampoco están obligados legalmente a informar sobre los fondos que se gastan durante las campañas electorales. Debido en parte a este panorama político, el partido gobernante de Malasia durante más de 55 años tiene fondos muy desproporcionados a otros partidos. Esto impacta injustamente las campañas en las elecciones federales y estatales y puede perturbar el funcionamiento general de un sistema político democrático.
2. “Puerta giratoria”: las personas cambian regularmente de trabajo tanto para el sector público como para el privado en Malasia. Tales circunstancias, conocidas como la 'puerta giratoria', permiten que la participación activa del gobierno en la economía y las relaciones público-privadas se vuelvan esquivas. El riesgo de corrupción es alto y la regulación de las interacciones público-privadas se vuelve difícil, lo que también permite que la corrupción se lleve a cabo con impunidad. Otro factor que pone de relieve el grado de ambigüedad entre el sector público y la propiedad empresarial privada es que Malasia es también un raro ejemplo de un país donde los partidos políticos no tienen restricciones para poseer empresas corporativas.
3. Acceso a la información: en abril de 2013, no existe una ley federal de libertad de información en Malasia. Aunque Selangor y Penang son los únicos estados de Malasia de los trece que han aprobado leyes sobre libertad de información, la legislación aún adolece de limitaciones. Si se redactara una ley federal de libertad de información, entraría en conflicto con la Ley de secretos oficiales, en la que cualquier documento puede clasificarse oficialmente como secreto, lo que lo hace exento del acceso público y libre de revisión judicial. Otras leyes como la Ley de imprentas y publicaciones, la Ley de sedición de 1949 (posteriormente reemplazada por la Ley de armonía nacional) y la Ley de seguridad interna de 1969 también prohíben la difusión de información oficial y los infractores pueden enfrentar multas o encarcelamiento.[19] Malasia sufre fraude empresarial en forma de robo de propiedad intelectual.[20] Es frecuente la falsificación de varios productos, incluidos productos de TI, piezas de automóviles, etc.[20]